# Павел Буре (часовник)
Павел Буре је марка часовника произведених 1815. у Руској Империји.
Били су повлашћена марка часовника подржана у државној администрацији императора сверуског. Побједом револуције у Русији и доласком бољшевика, 1917. године, бива проскрибован и његова производња престаје. Године 2005. славни и богати хокејаш из САД, Павел Буре, иначе потомак и имењак свога славног претка и часовника „Павел Буре“, обнавља производњу досљедан старом начину израде.

## Историја часовника
Фирму за мануфактурну, ручну, производњу сатова Павел Буре је основао Карл Буре 1815. у Санкт Петербургу. Карлов син Павел се интензивније почео бавити производњом сатова у очевој фабрици те ускоро успешно преузима фирму у своје руке, а по њему фирма добија име. Павел Карлович Буре је 1874. стекао велику фабрику сатова у једном од центра индустрије сатова — Ле Лоцле у Швајцарској. Тако руска фирма за производњу сатова Павел Буре прелази у Швајцарску. Године 1899. после смрти Карла Буреа, компанија Павел Буре добија титулу „Службеног добављача руског царског двора.“
Павел Буре је од 1887. до 1917. за канцеларију Његовог императорског величанства купио око 15.000 сатова. Више од 80% је са „Павел Буре“ логотипом.
Како Буре није имао наследника, након смрти компанија је продана Швајцарцу Жан-Жорж Пфунду и Французу Пол Жирару.
Продаја је била изузетно успешна.
Много веће компаније, каква је била, рецимо, Омега, нису могле да се такмиче са брендом Павел Буре. Ова фирма је, поред врхунског квалитета својих сатова, имала и изузетно способан и агресиван маркетинг. Најнижа цијена њиховог сата била је само 2 рубље. Међутим, било је ту сатова који су били од злата и сребра, и били су много скупљи. Такво формирање и такав однос квалитета и цијена сатова, обезбиједио је овако високу реализацију продаје и висок профит. Магична формула маркетинга фирме била је, оријентација на висок, елитни статус купца, али, истовремено и на веллики број купаца. Ту је негдје и била тајна њиховог успјеха.
Павел Буре сатови су били почаствовани и многобројним призанњима и највишим наградама на националним и међународним изложбама, укључујући и свјетске изложбе у Паризу (1889-сребро, 1900 - злато).
Стекао је престижан статус изузетно популарног и вриједног часовника и уручиван је као одликовање у руској и другим армијама.
Ови часовници постали су препознатљиви и обележје цијеле једне епохе. И велилки Антон Павлович Чехов често у својим радовима помиње ову марку часовника.

## Престанак производње
Октобарска револуција 1917. ставила је тачку на пословање фирме у Русији. Престала је производња ових сатова. Ипак, догађаји и вријеме нису зауставили казаљке ових квалитетних сатова. Власник једног златног примјерка овог часовника био је и посљедњи руски цар Николај Романов . Такође је постојао и зидни сат Павел Бухре у канцеларији Владимира Илича Лењина у Кремљу. Јосифа Висарионович Стаљин и Никита Хрушчова своје вријеме такође мјере овим сатовима.

## Нови почетак
2005. године, после готово 100 година мировања, а 190 година од оснивања фирме, Павел Буре, чувени Руски хокејаш, потомак часовничара Буреа, је одлучио да оживи пословање часовничарства његових великих претходника. Производња Павел Буре часовника је обновљена. Праве се и даље у класичном Павел Буре стилу.
Тако је „Павел Буре“ надживио и идеолошке, и религиозне, и економске, и све друге окрутне противнике, продужио своје постојање, па тако и он, потврдио да је квалитет, коначна мјера свему.

## Типови
"Павел Буре“ је производио све врсте аналогних сатова: мушке и женске, ручне, џепне, зидне, будилнике, хронометре.